# Menelik Watson
Menelik Watson (Manchester, 22 dicembre 1988) è un ex giocatore di football americano inglese che ha militato nel ruolo di offensive tackle nella National Football League (NFL). Fu scelto nel corso del secondo giro (42º assoluto) del draft NFL 2013 dagli Oakland Raiders. Al college giocò a football prima per il Saddleback e poi alla Florida State University.

## Carriera

### Oakland Raiders
Watson era considerato uno dei migliori offensive tackle selezionabili nel draft 2013. Il 26 aprile fu scelto al secondo giro dai Raiders. Il 24 luglio firmò un contratto quadriennale del valore di 4,79 milioni di dollari (2,89 milioni garantiti), inclusi 1,867 milioni di bonus alla firma. Il 27 luglio all'inizio del ritiro estivo, venne inserito nella lista degli infortuni non legati al football americano per un problema ad un polpaccio. Il 7 agosto si aggregò alla squadra. Durante la pre-stagione si infortunò al legamento del menisco, dopo una settimana venne operato in artroscopia per riparare il legamento. L'8 ottobre ritornando agli allenamenti accusò lo stesso fastidio al polpaccio infortunato durante il ritiro estivo. Debuttò come professionista il 3 novembre contro i Philadelphia Eagles. Chiuse la stagione giocando 5 partite di cui 3 da titolare prevalentemente da offensive tackle destro. Gli fu attribuita una penalità che causò una perdita di 5 yard.
Nella sua seconda stagione, Watson trovò maggior spazio disputando 12 gare, di cui 9 come titolare. Nella gara del 28 settembre contro i Miami Dolphins disputata a Londra fu nominato capitano onorario della squadra.

### Denver Broncos
Nel 2017 Watson firmò con i Denver Broncos con cui disputò l'ultima stagione in carriera.